# Килограм на кубичен метър
Килограм на кубичен метър е единица на SI за плътност. Изписва се kg/m3, където kg е килограм, а m3 е кубичен метър. Плътността на водата е 1000 kg/m3 (при температура 277 K), докато кубичен метър вода тежи 1 мегаграм.
kg/m3 понякога се изписва kg m-3, което е еквивалентно.
Обръщането на g/cm3 в kg/m3 става с делене на 1000 за грамове в килограми и умножение по 1003 за cm3 в m3, оттук 1 g/cm3 е равно на 1000 kg/m3.